# Florimont-Gaumier
Florimont-Gaumier (okzitanisch: Florimont e Gaumièr) ist eine französische Gemeinde mit 163 Einwohnern (Stand: 1. Januar 2022) im Département Dordogne in der Region Nouvelle-Aquitaine (vor 2016 Aquitaine). Sie gehört zum Arrondissement Sarlat-la-Canéda und zum Kanton Vallée Dordogne. Die Einwohner werden Florimontois genannt.

## Geografie
Florimont-Gaumier liegt etwa 57 Kilometer ostsüdöstlich von Bergerac. 
Nachbargemeinden sind Bouzic im Westen und Norden, Saint-Martial-de-Nabirat im Norden und Nordosten, Saint-Aubin-de-Nabirat im Nordosten, Salviac im Osten und Süden sowie Campagnac-lès-Quercy im Südwesten.

## Bevölkerungsentwicklung
| Jahr                       | 1962 | 1968 | 1975 | 1982 | 1990 | 1999 | 2006 | 2019 |
| -------------------------- | ---- | ---- | ---- | ---- | ---- | ---- | ---- | ---- |
| Einwohner                  | 262  | 252  | 230  | 181  | 164  | 132  | 140  | 147  |
| Quellen: Cassini und INSEE |      |      |      |      |      |      |      |      |

## Sehenswürdigkeiten
- Kirche Saint-Blaise in Florimont aus dem 12. Jahrhundert, seit 1977 Monument historique
- Kirche Saint-Pierre-ès-Liens in Gaumier aus dem 12. Jahrhundert, seit 1974 Monument historique

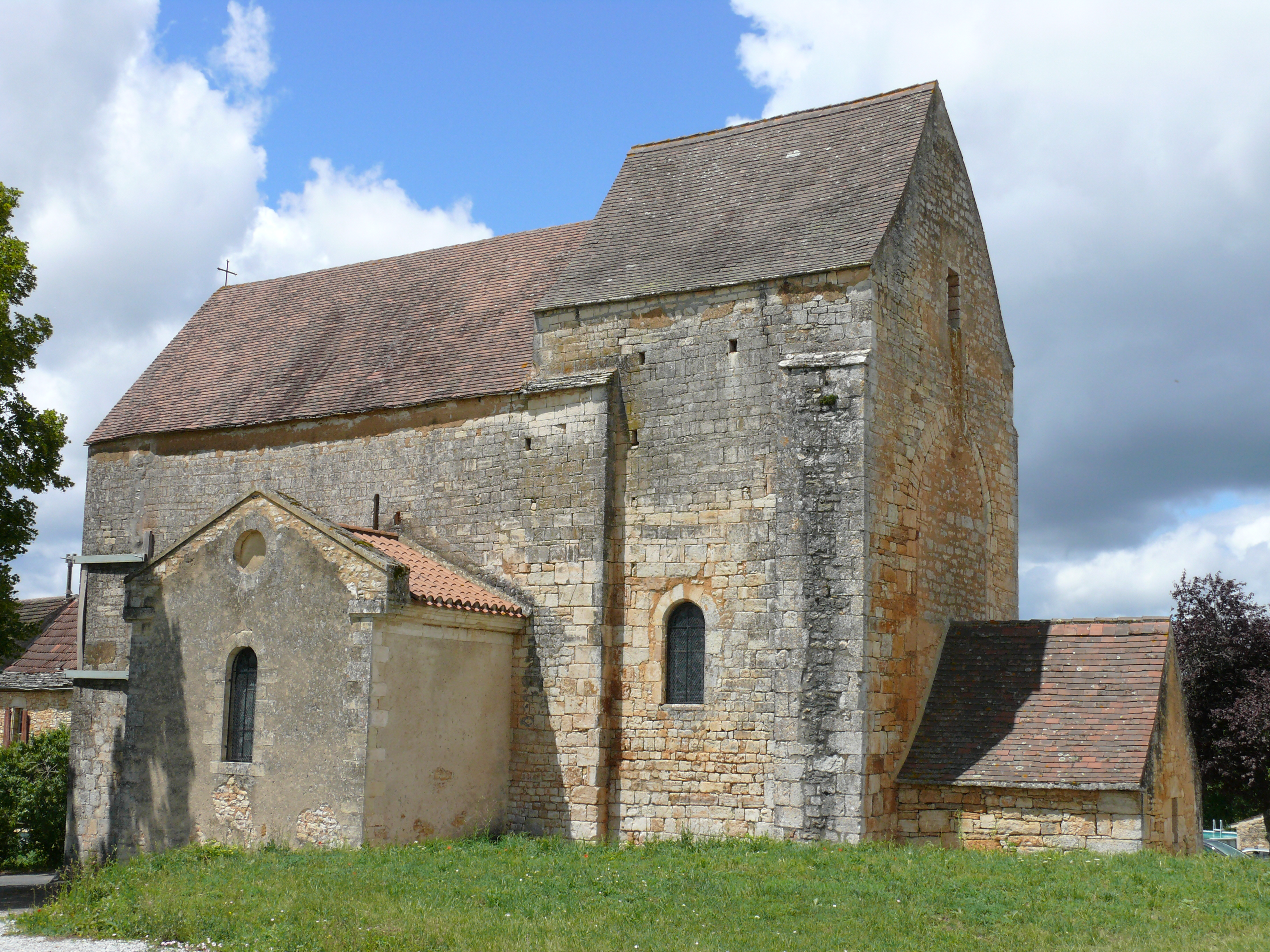
Kirche Saint-Blaise
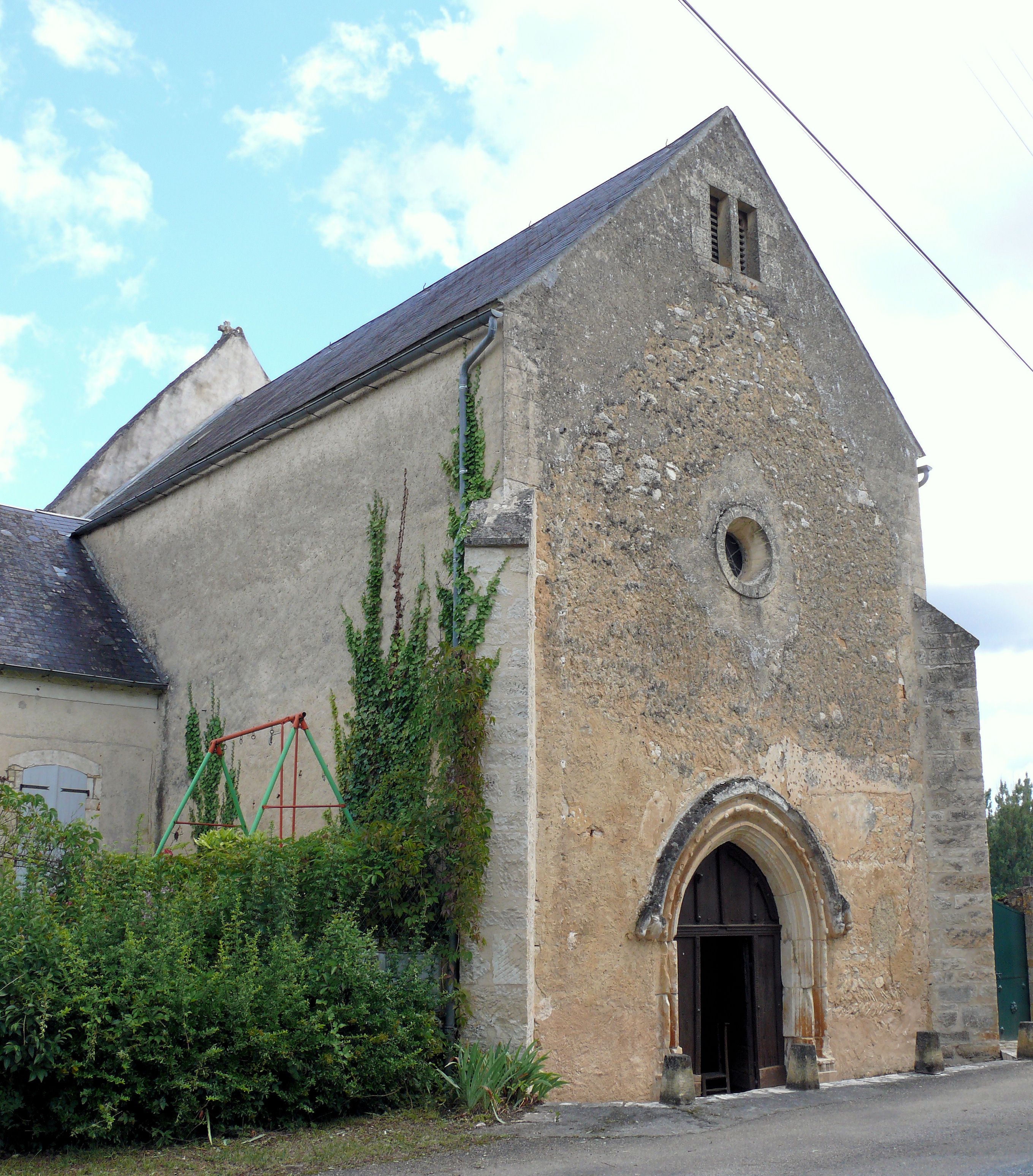
Kirche Saint-Pierre-ès-Liens